# 全国政协干部培训中心
全国政协干部培训中心（全国政协北戴河管理局），位于河北省秦皇岛市北戴河区康乐路5号，是全国政协办公厅直属正司局级事业单位。

## 简介
全国政协干部培训中心（全国政协北戴河管理局）是为政协系统干部提供培训、相关会议与接待服务的事业单位，承担全国政协系统干部和地方政协委托的有关培训任务。经费来源为财政补助收入和事业收入。该单位是全国政协系统的最高培训机构。自1992年始，全国政协面向地方政协干部开展培训工作。1994年，全国政协干部培训中心成立。截至2010年，全国政协培训中心已举办培训班74期，培训学员3万多人。
全国政协干部培训中心设有：
- 全国政协干部培训中心北戴河基地[6]
- 全国政协干部培训中心青岛基地[7][8][9][10]

## 历任领导
| 全国政协干部培训中心主任（全国政协北戴河管理局局长） …… - 乔梁（？—？） - 黄安理（？—？） - 洪光（？—？） | 全国政协干部培训中心副主任（全国政协北戴河管理局副局长） …… - 卞晋平（1990年5月—1994年4月，全国政协研究室副主任兼全国政协干部培训中心副主任） …… - 高峰（？—？） - 陆育进（？—？） |